# Ceromitia multipunctata
Ceromitia multipunctata là một loài bướm đêm thuộc họ Adelidae. Loài này có ở Nam Phi.